# 제품 디자인

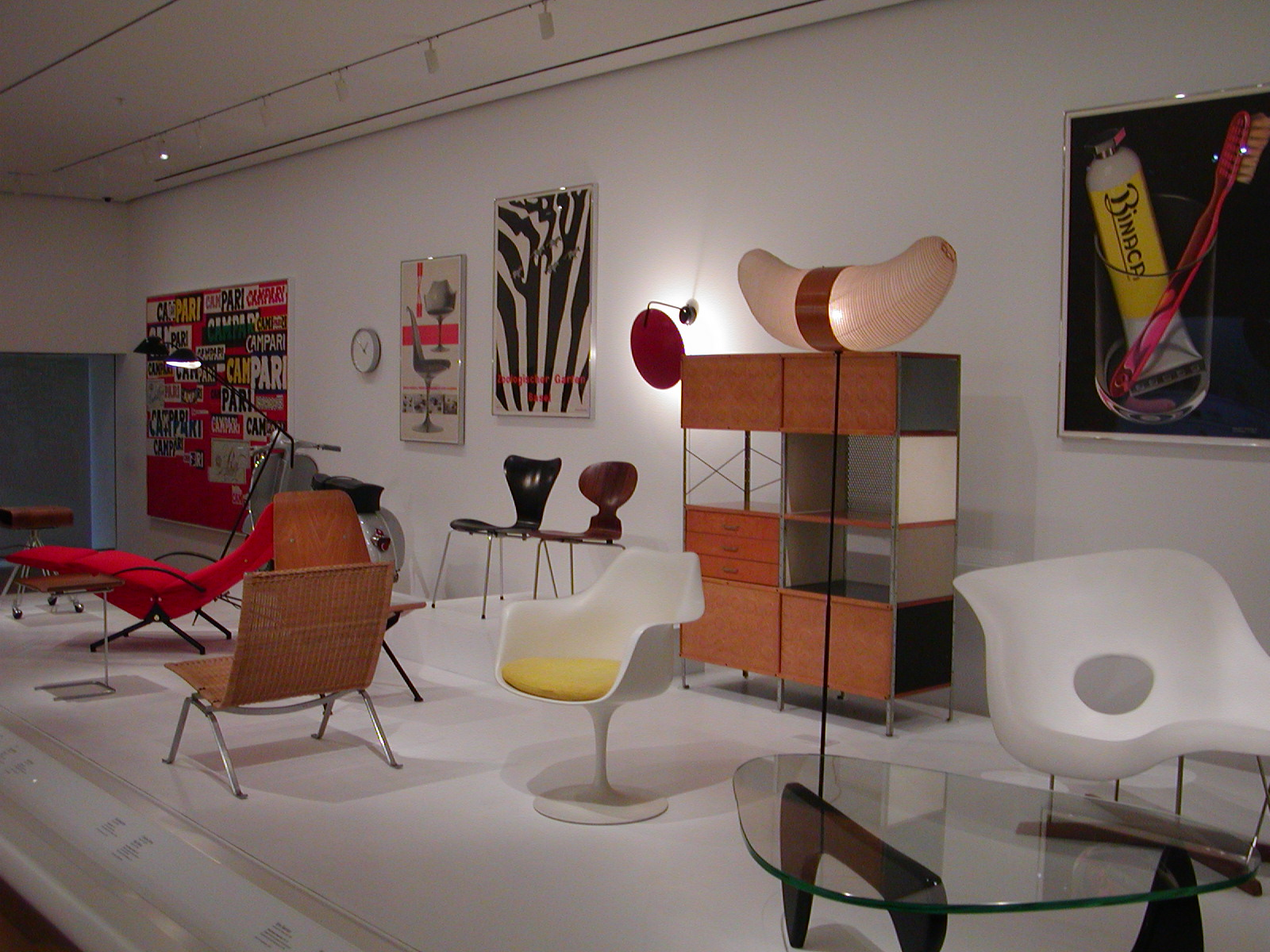

제품 디자인(product design)은 대량 생산에 의한 제품 및 기능성과 심미성을 발전하는 공업 디자인을 만들어 내는 전문적인 일이다.

## 개요
제품 디자인은 상품의 외관을 구성하는 형상·모양·양식·색채·장식 등을 소비자의 미적 감각이나 욕구에 부응하게 결합하여 구매선호(購買選好)를 일으키게 하는 것이다. 의장(意匠)이라고도 한다.
이 의장(design)은 자동차와 같은 내구성 소비재의 경우에는 모델(model)이라 하고, 디자인의 변경을 모델변경이라고 한다. 공산품과 관련되는 디자인을 특히 공업디자인(工業意匠：industrial design)이라 하여 제품디자인을 설계기술과 관련지어 소비자욕구에 맞도록 제요소를 고안하는 것을 말한다. 영어의 디자인은 상품·건축·토목 시스템 등에는 그냥 설계라고 한다. 이때 설계자동화(設計自動化：design automation)라고 하는 것은 설계에 대한 계산식을 마련하고 기초가 되는 설계변수(設計變數)를 작동하여 설계도를 작성하는 방법을 말한다.

## 특징
프로덕트 디자인은 생활을 위한 여러 가지 용구를 생산적 수단으로 만들기 위한 디자인이다. 이것은 산업기술의 발달과 민주주의 사회의 출현으로 대량생산과 대량소비에 대응하는 디자인으로 급속히 발달하였다.
대량생산이란 같은 규격의 것을 대량으로 생산하는 것으로서 좋은 제품을 값싸게 소비자에게 분배하는 가능성을 가지고 있다. 결국 특정된 소수고객의 주문과는 달리 불특정다수 소비자의 수요를 예상한 예상생산을 위한 디자인이다. 예상생산을 함에 있어서는 불특정 다수 소비자의 의향을 어떻게 파악하느냐가 중요한 역할이 된다. 이를 위해서는 오늘날 마켓리서치, 콘슘 리서치 따위와 같은 조직적인 방법이 동원되어, 제품개발에 필요한 기초조사의 전문기관이 활동하게뜸 되었다. 그러나 이상과 같은 설명만으로는 소비자측에서의 일방적인 견해이고 설명이 부족하다. 여기에 생산자측의 견해를 더하면 양산(量産)의 시스템에 부응하는 프로덕트 디자인이라고 할 수 있다.
종전의 디자인은 제품에 입히는 미의 외장(外裝), 또는 미안술(美顔術)과 같은 역할밖에 없고 이른바 응용미술적인 개념밖에 없었으나 오늘날에는 기본적인 기획에 바탕을 두고, 제조의 전 과정에 걸쳐서 최후의 판매에 이르기까지의 전 영역에 걸친 작업이 되었다. 디자이너는 생산과정의 인디렉터(종합하는 것, 완성하는 것)라고 일컬어지는 이유도 여기에 있다. 다만 디자이너가 인디렉터로 성장하자면 많은 시간이 필요하다.
우리들이 일상적으로 사용하고 있는 생활용구의 대부분은 예상생산으로서 소비자는 기성품 중에서 선택하여 사용하고 있는 데 지나지 않는다. 그렇기 때문에 생산자의 예상 여하는 소비자 일상생활에서 큰 영향을 끼치고 있다. 예상생산품의 양부는 시장을 보면 용이하게 식별된다. 시장에는 값싼 조약품(粗藥品)이 범람하거나 양품이 있더라도 비교적 값이 비싸거나, 또는 반대로 양품이 비교적 싸거나 갖가지이다.
시장의 양상은 좋건 나쁘건 간에 거짓없는 생활문화의 표정이고, 그 바로미터이기도 하다. 소비자가 생활에 보이는 관심의 척도가 그대로 제품을 좋게도 하고 나쁘게도 하고, 또한 값비싸게도 값싸게도 한다. 프로덕트 디자인이란 예상생산의 디자인이므로 우리들의 일상생활에서 뗄래야 뗄 수 없는 중요한 역할을 담당하고 있음이 다른 디자인과 전혀 다른 점일 것이다.

## 구성 요소
다종다양한 품종을 디자인함 있어 디자이너는 어떠한 요소를 포착하고서 추구하는 것일까. 그것은 다음의 3항으로 나눌 수가 있다.
- 내용적인 요소－목적, 용도, 기능.
- 형식 적용 요소－재료, 가공기술에 의하여 구체화된 것

형식적인 요소는 내용적인 요소에 지배되는 것이 보통이지만 그 반대 경우도 있으며, 실질적 요소는 형식적인 요소에 지배되는데, 그 반대 경우도 있을 수 있다. 그러면서도 내용적인 요소는 형식적인 요소에 매개되어서 실질적인 요소에 연결되는 것이 보통의 프로세스이다. 따라서 형식적 요소는 실용적이고 미적인 조형의 형태와 색채를 결정하는 것으로서 실로 디자인의 핵심을 이루고 있다.

### 형태
형은 영어의 세이프(shape)로 특정한 개성적인 형을 의미하고, 형태는 폼(form)으로서 세이프보다 넓고, 형(形) 일반을 가리킨다. 또한 폼은 형식의 의미로 형식과 형태는 스스로 다르다. 기본적인 형태를 여러 가지로 구성하는 트레이닝은 바우하우스(1919년 발터 그로피우스를 중심으로 하여 창설된 종합조형학교, 연구소, 건축·회화·공예·모던 디자인에 결정적인 영향을 주었다. 현재 시카고·디자인 연구소)에 의하여 창시되어 오늘날 세계의 디자인 교육의 기본이 되었다. 그 트레이닝과 회화실습의 기본적인 차이는 후자가 자연 그 밖의 모델에 의존하는 재현묘사임에 대하여, 전자는 어떠한 조건의 실정에 의하여 자율적으로 형성되는 데 있다. 디자인은 많은 제약과 더불어 상반된 요소의 융합 통일체이므로 형태는 제품의 기능, 재료 가공기술, 거기에 인간심리의 생리가 곁들여 총합되어서 성립된다.

### 색채
형태가 기구나 구조에 기초하는 것이라면 색채는 보다 시각적인 분야를 담당한다. 아름다운 배색은 장식적인 의미를 가질 뿐만 아니라 색채가 인간심리에 일정한 효과를 가져오게 하는 것을 이용하여 그 기능적인 작용을 중시하는 색채조절이라 칭하는 전문적 작업도 생겨났다. 프로덕트 디자인에서의 컬러란 다량으로 사용할 것, 대중에게 혐오감을 주지 않을 것, 용이하게 만들 수 있을 것, 따라서 가능한 한 단순한 색조가 바람직하다. 아울러서 재료가 지닌 색조를 기술적으로 처리하는 분야도 소홀히 할 수 없다.

### 텍스처
이것은 재료 자체, 또는 가공에 의한 표면(表面), 목리(木理), 손의 감촉, 바탕결 따위를 말한다. 보는 견해에 따라서는 재료와 가공기술이라 할 수 있지만 색채와 마찬가지로 제품의 최종 완성을 이루는 중요한 분야가 되었다. 이것은 종래의 무늬 등의 외면장식에 대신하는 역할로서 새로이 주목되었다.

### 재료와 가공기술
디자인은 재료와 가공기술에 의하여 비로소 구체화되기 때문에 이것을 수반하지 않는 디자인은 책상 위에서의 플랜닝에 지나지 않는다고 할 수 있다. 인간은 오랫동안 손으로 재료를 가공하여 쓸모있는 것을 어떻게 아름답게 만드느냐에 노력해 왔다. 그러나 생산이 수가공(手加工)에서 기계가공으로 변한 사실은 인간 역사에 혁명적인 발전과 커다란 의의를 가져왔다,
프로덕트 디자이너에게 있어, 과학기술이 도달한 오늘날의 시점에서 주목을 게을리하는 것은 용서할 수 없게 되었다. 아무튼 재료에는 제나름대로의 특성이 있고 그 특성에 따른 합리적인 가공품이 있으며, 그것을 어떻게 효과적으로 구사하느냐에 달려 있다. 오늘날에는 순수형태 따위로 불리는 언어의 유희는 생각할 수 없다. 어떠한 형태이건 재료와 그에 수반되는 기술 없이는 존재하지 않는다.

## 작업
개인적인 체험의 축적으로 물건이 만들어졌던 수공시대와 달리 프로덕트 디자인의 작업에는 고려해야 될 요소가 많이 있고, 또한 분석 해명될 수 없는 문제도 많아 시시각각으로 개발되는 새로운 기술과 서로 어울려 그 생산과정, 생산 각 부분이 관련성은 더욱 더 중요해져서 복잡도를 증가시키고 있다. 따라서 그 작업은 풍부하고 면밀한 자료에 입각한 계획성에 의하여서 진행되지 않으면 안 된다. 디자인의 결정을 보기까지에는 시장성, 생산설비, 기술능력, 자금 기구, 생산수량, 가격, 짐짝싸기, 수송, 선전, 판매의 각항에 걸쳐서 여러 각도에서의 분석 검토를 거듭하고, 의장(意匠), 특허 따위 법률문제에도 관계될 경우가 많아서 해가 지남에 따라 복잡화되어 간다. 여기서 디자인의 작업내용과 프로세스를 진술한다면 다음과 같다.

### 아이디어
아이디어를 기획에 바탕을 두고서 발상단계에 들어가는 것이 보통인데 아이디어의 주체는 디자이너에 있음이 바람직하다. 풍부한 아이디어는 수많은 뛰어난 디자인을 낳는 원천이므로, 디자이너는 독창적인 아이디어맨에서 비롯된다고 할 수 있다. 아이디어는 여러 가지 동기에서 생기는데 미국의 어느 공업 디자이너는 다음의 12항을 들고, 그것들이 독특하고 또는 복수로 작용한다고 할 수 있다.
미적인 감성, 기술, 구조. 스타일링, 생산기술, 시장성, 휴먼엔지니어링, 서비스, 패키지, 인번트리, 가격, 인스피레이션, 기타 등등이다.

### 원안도
아이디어를 구체화하는 최초가 원안도이다. 아이디어의 오리지널스케치라고 하여도 무방하다. 디자인 결정까지에 몇 번에 걸친 변화를 전개하고, 그것을 정리 통합하여 폭과 원근을 결정하고 그 영역을 커다랗게 확보할 필요가 있다.

### 제품 초벌그림
새로운 디자인의 입체상을 예상하여 그 완성된 초벌그림을 가리킨다. 디자이너가 제품에 대한 확신을 강화하고 그 실시에 강력한 지도력을 갖는 전달수단이자 관계자에 대한 귀중한 자료가 되는 것이므로, 감각적 표현을 주체로 하는 외화는 스스로 달라서 실체에서 유리하지 않을 것이 긴요하다. 렌더링 작도(作圖)에서 특별히 주의할 점은 다음과 같다.
작도는 2점 또는 3점 투시법을 응용하면 편리하다. 통상적으로 사용되는 위치를 상정(想定)한 각도를 잡는다. 음영채색(陰影彩色)은 전체의 구성 구조를 불명확하게 하지 않는 정도에서 멈춘다. 제품의 치수나 비례를 흐트리는 것은 피해야 한다.

### 모형
렌더링은 2차원적인 표현에 지나지 않으므로 더욱 복잡한 각도에서의 관찰과 검토를 위해서는 모형의 제작이 요구된다. 모형은 일반적으로 원촌대(原寸大)를 보통으로 하는데 때에 따라서는 축소시킬 경우도 많다. 사용되는 재료는 지극히 범위가 넓으며, 제한이 없다. 일반적으로 유토(油土), 석고, 목재, 금속판, 플라스틱 등이 많이 쓰이며, 접착제나 도료의 발달로 편리한 재료가 개발되고 있다. 또한 모형을 전문으로 만들어주는 업자도 있다.

### 설계도
필요에 따라서 전체, 부분의 조립도, 단면도를 따로 따로 제작한다. 설계도의 종료(終了)로 디자인의 작업은 일단 완료된다.
아이디어 발상에서 설계도에 이르는 작업순서는 그 도상(途上)에서 서로 뒤섞여 혼란되어 각 작업의 약점을 각 작업의 장점으로 보충하면서 수정을 연거푸하여 완전한 설계도에 도달된다. 디자인의 종류, 목적, 개인의 성격 특기에 의하여 각자에게 적합한 작업이 된다손 치더라도 항상 본디 목적에 따라 가고 있는지를 끊임없이 체크하고, 그것을 조정하는 능력은 디자인의 성패를 좌우하는 커다란 관건이다. 설계도가 생산부분에 진출하면 관련적인 작업은 끊임없이 발생하는 것이 보통이므로 그 체크는 책임 있는 디자이너의 당연한 책무라 할 수 있다.

## 더블 다이아몬드 프레임워크
더블 다이아몬드 프레임워크는 제품 발견을 위한 널리 사용되는 접근 방식으로, 문제 해결과 솔루션 개발에 구조화된 방법을 강조하여 팀이 집중적인 의사 결정을 하기 전에 다양한 탐색을 할 수 있도록 장려합니다.
이 프레임워크는 다양한 단계와 고려 사항이 있는 발산과 수렴 두 가지 주요 단계로 구성됩니다.

### 발산 단계:
발산 단계에서 팀은 미리 정의된 솔루션 없이 문제 공간을 넓게 탐색합니다. 이 단계에서 핵심 인물과 대화를 나누고 고객을 직접 접하는 팀으로부터 무작위로 수집된 입력을 활용합니다. 목표는 다양한 문제 영역을 식별하고 문제의 주제와 주요 문제가 자연스럽게 나타날 수 있도록 하는 것입니다.

### 수렴 단계:
통찰력이 나타나면 팀은 문제 영역을 좁혀내고 솔루션을 우선순위로 두는 수렴 단계로 전환합니다. 이 단계에서는 문제를 정의하고 주요 통증 점을 이해하며 조직 내에서 솔루션을 지지합니다. 효과적인 수렴에는 문제의 중요성을 명확히 제시하고 비즈니스 전략과 실행 가능성을 고려해야 합니다.

### 반복적인 과정:
더블 다이아몬드 프레임워크는 반복적이며, 피드백과 결과에 기반하여 필요에 따라 단계를 재방문할 수 있습니다. 이전 단계로 돌아가는 것이 필요할 수 있으며, 솔루션이 기본적인 문제를 해결하지 못하거나 부정적인 사용자 반응을 불러일으키는 경우가 있습니다. 성공은 팀이 시간이 지남에 따라 접근 방식을 조정하고 개선하는 능력에 달려 있습니다.

## 같이 보기
- 시각 디자인
- 산업 디자인
- 환경 디자인
- 사용자 경험 디자인
- 디자인 리서치
- 디자인 경영